# Thompson-Nunatakker
Die Thompson-Nunatakker sind drei in etwa gleich große Nunatakker im westantarktischen Ellsworthland. In der Heritage Range des Ellsworthgebirges ragen sie 6 km südlich des Navigator Peak oberhalb des zentralen Teils des White Escarpment auf.
Der United States Geological Survey kartierte sie anhand eigener Vermessungen und Luftaufnahmen der United States Navy aus den Jahren von 1961 bis 1966. Das Advisory Committee on Antarctic Names benannte sie im Jahr 1966 nach Russel William Thompson, Meteorologe des United States Antarctic Research Program auf der Wilkes-Station im Jahr 1963.